# روز تعطیل در خورشید
روز تعطیل در خورشید (انگلیسی: Holiday in the Sun) یک فیلم در ژانر کمدی است که در سال ۲۰۰۱ منتشر شد.

## بازیگران
- مری کیت و اشلی اولسن
- بن ایستر
- مگان فاکس
- آستین نیکولز
- جمی روز
- وندی شال
- مری کیت اولسن
- اشلی اولسن
- تونی پی‌یرس-رابرتس